# Barjon
Barjon település Franciaországban, Côte-d’Or megyében. Lakosainak száma 34 fő (2022. január 1.). Barjon Fraignot-et-Vesvrotte, Le Meix, Poiseul-lès-Saulx, Salives és Avot községekkel határos.

## Népesség
A település népességének változása:
| Lakosok száma | 42   | 32   | 34   | 41   | 36   | 36   | 41   | 42   | 43   | 34   |
|               | 1968 | 1982 | 1990 | 2006 | 2013 | 2015 | 2017 | 2019 | 2020 | 2022 |